# Uddas
Uddas (finska: Kokonniemi) är ett bosättningsområde i Gammelbacka by i den före detta kommunen Borgå landskommun, i den nuvarande staden Borgå i landskapet Nyland.